# Chthonius cryptus
Espèce
Synonymes
- Chthonius caecus Simon, 1885 nec Packard, 1884

Chthonius cryptus est une espèce de pseudoscorpions de la famille des Chthoniidae.

## Distribution
Cette espèce est endémique de Thessalie en Grèce. Elle se rencontre dans la grotte Kokkino-Vrachio sur le mont Ossa.

## Description
L'holotype mesure 2,5 mm.

## Publications originales
- Chamberlin, 1962 : New and little-known false scorpions, principally from caves, belonging to the families Chthoniidae and Neobisiidae (Arachnida, Chelonethida). Bulletin of the American Museum of Natural History, no 123, p. 303-352 (texte intégral).
- Simon, 1885 : Études arachnologiques. 17e Mémoire. XXIV. Arachnides recueillies dans la vallée de Tempé et sur le mont Ossa (Thessalie) par M. de Dr J. Stussiner (de Laibach). Annales de la Société Entomologique de France, sér. 6, vol. 5, p. 209-217 (texte intégral).